# Lubbock, Texas
Lubbock (pronunție AFI, [ ˈlʌbək] ) este un oraș din statul  Texas,  Statele Unite ale Americii.Statele Unite ale Americii. Lubbock, care se găsește în partea de nord-vest a statului Texas, în regiunea cunoscută istoric sub numele de Llano Estacado, este sediul comitatului omonim, Lubbock, fiind un oraș universitar prin prezența a două universități, Texas Tech University și Lubbock Christian University.
Conform datelor recensământului din anul 2000, efectuat de United States Census Bureau, populația orașului fusese de 199.564 de locuitori, făcând din acesta cel de-al 87-lea oraș din Uniune, respectiv cel de-al 11-lea cel mai populat oraș din statul Texas. Conform unei estimări din anul 2009, populația ar fi crescut la 225.856 de locuitori, with the Lubbock metropolitan area, iar cea a zonei metropolitane ar fi fost de 276.659  Conform aceleiași estimări, populația comitatului Lubbock ar fi atins un număr de 270.550 de locuitori.
Porecla orașului este "Hub City" (Orașul nod/nucleu) care derivă de la importantul său rol de nod economic, educațional și sanitar al unei regiuni constând din mai multe comitate, numite curent South Plains (Câmpiile sudice). Regiunea este cea mai mare regiune continuă de creștere a bumbacului din lume  depinzând esențial de irigare folosind apa captată din Ogallala Aquifer.
Lubbock a fost selecționat de către CNNMoney.com. ca fiind al 12-lea cel mai bun loc din Uniune pentru a porni o afacere mică sau mijlocie.  Printre argumentele aduse se menționau atmosfera tradițională orientată spre "business", prețuri scăzute pentru închirierea spațiilor comerciale, plasarea sa centrală în zona nord-vestică a Texasului și cooperare fructuoasă din partea guvernului local al orașului.
Liceul Lubbock (în original, Lubbock High School) a fost cotat de către revista Newsweek, pentru trei ani consecutivi, ca fiind unul dintre cele mai bune licee din Statele Unite. Lubbock High School promovează și utilizează programul de învățământ cunoscut ca International Baccalaureate (sau IB), fiind unicul liceu din zonă care o face, iar existența unui program IB este unul din criteriile majore de selecționare ale unui liceu de elită.